# Paul Beraldo
Paul Beraldo (* 5. Oktober 1967 in Stoney Creek, Ontario) ist ein ehemaliger italo-kanadischer Eishockeyspieler, der in der National Hockey League für die Boston Bruins, in der DEL für den EC Ratingen, die Adler Mannheim, die Starbulls Rosenheim sowie die Kassel Huskies spielte.

## Karriere
Der 1,80 m große Center begann seine Karriere bei den Sault Ste. Marie Greyhounds in der kanadischen Juniorenliga Ontario Hockey League, bevor er beim NHL Entry Draft 1986 als 139. in der siebten Runde von den Boston Bruins ausgewählt wurde.
Die meiste Zeit spielte der Rechtsschütze für die Maine Mariners, ein Boston-Farmteam in der American Hockey League, für die er insgesamt 186 Spiele in knapp drei Jahren absolvierte. Als Beraldo 1990 zum HC Milano Saima wechselte, hatte er für das NHL-Team lediglich zehn Spiele bestritten. In Mailand stand Beraldo für den HC Milano Saima und den HC Devils Milano bis zur Saison 1993/94, in der er zum BSC Preussen in die Eishockey-Bundesliga ging, auf dem Eis. Nach einem Jahr in Deutschland spielte er zunächst für die Brantford Smoke in der US-amerikanischen Colonial Hockey League, bevor er noch einmal zum HC Milan zurückkehrte.
Zur Saison 1995/96 wechselte Beraldo in die DEL zum EC Ratingen, ein Jahr später wurde er mit den Adler Mannheim Deutscher Eishockeymeister, die Starbulls Rosenheim und die Kassel Huskies folgten 1997/98 zwei weitere DEL-Stationen, bevor er zum HC Fribourg-Gottéron in die Schweiz wechselte. Seine aktive Karriere beendete Beraldo nach der Saison 2000/01 bei den Sheffield Steelers in der britischen Ice Hockey Superleague.

## International
Für die italienische Eishockeynationalmannschaft absolvierte Paul Beraldo bei der Weltmeisterschaft 1994 sechs Spiele, zuvor war er jedoch auch schon in der kanadischen Auswahl eingesetzt worden.

## Erfolge und Auszeichnungen
- 1991 Italienischer Meister mit dem HC Milano Saima
- 1997 Deutscher Meister mit den Adler Mannheim
- 2001 Britischer Meister mit den Sheffield Steelers

## Karrierestatistik

### International
Vertrat Italien bei:
- Weltmeisterschaft 1994

(Legende zur Spielerstatistik: Sp oder GP = absolvierte Spiele; T oder G = erzielte Tore; V oder A = erzielte Assists; Pkt oder Pts = erzielte Scorerpunkte; SM oder PIM = erhaltene Strafminuten; +/− = Plus/Minus-Bilanz; PP = erzielte Überzahltore; SH = erzielte Unterzahltore; GW = erzielte Siegtore; 1 Play-downs/Relegation; Kursiv: Statistik nicht vollständig)